# Liste der denkmalgeschützten Objekte in Kleinzell im Mühlkreis
Die Liste der denkmalgeschützten Objekte in Kleinzell im Mühlkreis enthält die 16 denkmalgeschützten, unbewegliche Objekte der Gemeinde Kleinzell im Mühlkreis in Oberösterreich (Bezirk Rohrbach).

## Denkmäler
| Foto |                 | Denkmal | Standort                                               | Beschreibung | Metadaten |
| ---- | --------------- | --- | ------------------------------------------------------ | --- | --- |
| ja   | Datei hochladen | Bildstock HERIS-ID: 17986 Objekt-ID: 14276                                                                              | Kleinzell im Mühlkreis Standort KG: Kleinzell          | | BDA-Hist.: Q37842978 Status: § 2a Stand der BDA-Liste: 2025-06-30 Name: Bildstock GstNr.: 1832/6 |
| ja   | Datei hochladen | Ruine Schallenberg HERIS-ID: 18023 Objekt-ID: 14314                                                                     | Kleinzell im Mühlkreis Standort KG: Kleinzell          | Die Burgruine Schallenberg ist eine verfallene Rodungsburg nordwestlich von Kleinzell auf einer Felskuppe hoch über der Großen Mühl. Durch den Verfall der Burg ab 1542 haben sich nur noch völlig verwachsene Ruinenreste wie eine 2 × 3 Meter lange und rund 1,5 Meter hohe Mauer erhalten.                                                                                               | BDA-Hist.: Q15108349 Status: Bescheid Stand der BDA-Liste: 2025-06-30 Name: Ruine Schallenberg GstNr.: 2350/1 Burgruine Schallenberg                                                                            |
| ja   | Datei hochladen | Kath. Pfarrkirche hl. Laurentius HERIS-ID: 18015 Objekt-ID: 14306                                                       | Kleinzell im Mühlkreis 1b Standort KG: Kleinzell       | Die Kleinzeller Pfarrkirche ist ein dreijochiger, barockisierter mittelalterlicher Saalbau mit spätbarocker Empore und spätgotischem Chor. | BDA-Hist.: Q37843169 Status: § 2a Stand der BDA-Liste: 2025-06-30 Name: Kath. Pfarrkirche hl. Laurentius GstNr.: 2218 Saint Lawrence church in Kleinzell                                                        |
| ja   | Datei hochladen | Pfarrhof HERIS-ID: 18016 Objekt-ID: 14307                                                                               | Kleinzell im Mühlkreis 1 Standort KG: Kleinzell        | Der Pfarrhof der Kleinzeller Pfarrkirche wurde bereits 1434 urkundlich erwähnt, wobei das heutige Wohngebäude aus dem Ende des 17. Jahrhunderts und das Wirtschaftsgebäude aus der Mitte des 19. Jahrhunderts stammt. Der zweigeschoßige Bau mit Schopfwalmdach besitzt ein barockes Portal und Fenster mit Ohrenfaschenrahmung, das Wirtschaftsgebäude befindet sich hakenförmig angebaut. | BDA-Hist.: Q1430372 Status: § 2a Stand der BDA-Liste: 2025-06-30 Name: Pfarrhof GstNr.: .115 Pfarrhof Kleinzell                                                                                                 |
| ja   | Datei hochladen | Holly-Kapelle HERIS-ID: 17991 Objekt-ID: 14281                                                                          | bei Kleinzell im Mühlkreis 20 Standort KG: Kleinzell   | Die Holly-Kapelle bei der Volksschule ist mit der Jahreszahl 1742 bezeichnet und zeigt ein Marienbild. | BDA-Hist.: Q37843052 Status: § 2a Stand der BDA-Liste: 2025-06-30 Name: Holly-Kapelle GstNr.: 2079/2 Holly-Kapelle                                                                                              |
| ja   | Datei hochladen | Maria Trost-Kapelle HERIS-ID: 17989 Objekt-ID: 14279                                                                    | nahe Kleinzell im Mühlkreis 36a Standort KG: Kleinzell | | BDA-Hist.: Q37843003 Status: § 2a Stand der BDA-Liste: 2025-06-30 Name: Maria Trost-Kapelle GstNr.: 2481/1 Maria-Trost-Kapelle (Kleinzell)                                                                      |
| BW   | Datei hochladen | Wegkapelle HERIS-ID: 18020 Objekt-ID: 14311                                                                             | bei Partenstein 24 Standort KG: Kleinzell              | Die Wegkapelle mit einer Figur des heiligen Johannes Nepomuk stammt aus der Mitte des 18. Jahrhunderts. | BDA-Hist.: Q37843250 Status: Bescheid Stand der BDA-Liste: 2025-06-30 Name: Wegkapelle GstNr.: 3118/2 |
| ja   | Datei hochladen | Bildstock HERIS-ID: 18021 Objekt-ID: 14312                                                                              | bei Partenstein 24 Standort KG: Kleinzell              | Der dekorierte Breitpfeiler ist mit der Jahreszahl 1755 bezeichnet. | BDA-Hist.: Q37843274 Status: Bescheid Stand der BDA-Liste: 2025-06-30 Name: Bildstock GstNr.: 3109/2 Bildstock Partenstein                                                                                      |
| ja   | Datei hochladen | Brunnen HERIS-ID: 18022 Objekt-ID: 14313                                                                                | bei Partenstein 24 Standort KG: Kleinzell              | Der Brunnen in Partenstein besteht aus einem Muschelbecken aus dem 18. Jahrhundert und einem Pfeiler aus der Zeit um 1600 mit drei Löwenköpfen und kugelbekröntem Pyramidenaufsatz. Der Brunnen befand sich ehemals in Schloss Langhalsen. | BDA-Hist.: Q37843303 Status: Bescheid Stand der BDA-Liste: 2025-06-30 Name: Brunnen GstNr.: 3109/2 Brunnen Partenstein                                                                                          |
| ja   | Datei hochladen | 110-kV-Schalthaus HERIS-ID: 18036 Objekt-ID: 14327                                                                      | Partenstein 18, 20, 21 Standort KG: Kleinzell          | Das 110-kV-Schalthaus gehört zum spätsecessionistischen Kraftwerk Partenstein. | BDA-Hist.: Q43786158 Status: Bescheid Stand der BDA-Liste: 2025-06-30 Name: 110-kV-Schalthaus GstNr.: .209 Kraftwerk Partenstein 110-kV-Schalthaus                                                              |
| ja   | Datei hochladen | Maschinenhaus HERIS-ID: 18034 Objekt-ID: 14325                                                                          | Partenstein 22, 23 Standort KG: Kleinzell              | Das Maschinenhaus des secessionistischen Kraftwerks Partenstein wurde mittels vertikaler Wandpfeiler, bahnförmiger vertikaler Fenstersetzung und erkerartiger Vorbauten akzentuiert. | BDA-Hist.: Q43786055 Status: Bescheid Stand der BDA-Liste: 2025-06-30 Name: Maschinenhaus GstNr.: .208 Kraftwerk Partenstein Maschinenhaus                                                                      |
| ja   | Datei hochladen | Zwei Widerlager des Schwarzenberger Schwemmkanals HERIS-ID: 18026 Objekt-ID: 14317                                      | Partenstein 24 Standort KG: Kleinzell                  | Die Widerlager des Schwarzenberger Schwemmkanals sind mit der Jahreszahl 1825 bezeichnet. | BDA-Hist.: Q37843339 Status: Bescheid Stand der BDA-Liste: 2025-06-30 Name: Zwei Widerlager des Schwarzenberger Schwemmkanals GstNr.: .206 Widerlager Schwarzenbergscher Schwemmkanal (Partenstein)             |
| ja   | Datei hochladen | Sog. Kohnbrücke, Brücke über die Große Mühl HERIS-ID: 18031 Objekt-ID: 14322                                            | bei Partenstein 22 Standort KG: Kleinzell              | Die Stahlfachwerkbrücke, eine ehemalige Pionierbrücke aus dem 1. Weltkrieg wurde 1919 über die Große Mühl errichtet. Anmerkung: Die Brücke verbindet Kirchberg ob der Donau mit Kleinzell. | BDA-Hist.: Q37843389 Status: Bescheid Stand der BDA-Liste: 2025-06-30 Name: Sog. Kohnbrücke, Brücke über die Große Mühl GstNr.: 3111, 3250/2 Kohnbrücke                                                         |
| ja   | Datei hochladen | Wallfahrtskapelle Maria von der immerwährenden Hilfe mit 14 Kreuzwegstationen HERIS-ID: 18000 Objekt-ID: 14291seit 2012 | Ramersberg Standort KG: Kleinzell                      | Die Kapelle auf einem Hügel südwestlich von Ramersberg wurde 1877 erbaut. Die historisierte Giebelkapelle hat einen kleinen Rechteckchor und ist 2-jochig. Die Fassade ist barockisiert und im Inneren mit zahlreichen Heiligenbildern ausgestattet, z. B. Josef, Maria und Franz von Assisi.                                                                                               | BDA-Hist.: Q15853464 Status: Bescheid Stand der BDA-Liste: 2025-06-30 Name: Wallfahrtskapelle Maria von der immerwährenden Hilfe mit 14 Kreuzwegstationen GstNr.: 3016, 3012, 3013 Wallfahrtskapelle Ramersberg |
| ja   | Datei hochladen | Altersheim, ehem. Schloss Gneisenau HERIS-ID: 18017 Objekt-ID: 14308                                                    | Weigelsdorf 14 Standort KG: Kleinzell                  | Das ehemalige Wasserschloss ist ein zweigeschoßiger, U-förmiger Bau mit dreigeschoßigem Turm, Laubengang und Arkaden. Das Bauwerk stammt aus dem 15. bis 16. Jahrhundert mit späteren Umbauten. | BDA-Hist.: Q2241217 Status: Bescheid Stand der BDA-Liste: 2025-06-30 Name: Altersheim, ehem. Schloss Gneisenau GstNr.: 2471/1 Gneisenau castle                                                                  |
| ja   | Datei hochladen | Hl. Johannes Nepomuk-Kapelle HERIS-ID: 17997 Objekt-ID: 14287                                                           | bei Weigelsdorf 14 Standort KG: Kleinzell              | Die Kapelle befindet sich gegenüber dem Schloss und wurde um 1730 vermutlich von Johann Philibert Freiherr von Fieger gestiftet. Die Figur des Heiligen Johannes Nepomuk besteht aus Sandstein und befindet sich auf einem hohen Sockel. | BDA-Hist.: Q37843079 Status: Bescheid Stand der BDA-Liste: 2025-06-30 Name: Hl. Johannes Nepomuk-Kapelle GstNr.: 2526/4 Johannes-Nepomuk-Kapelle (Gneisenau)                                                    |